# Пухальщина
Пухальщина (укр. Пухальщина) — село, Ялинцовский сельский совет, Кременчугский район, Полтавская область, Украина.
Код КОАТУУ — 5322487008. Население по переписи 2001 года составляло 57 человек.

## Географическое положение
Село Пухальщина находится в 5-и км от плотины Кременчугского водохранилища. На расстоянии в 0,5 км расположены сёла Воскобойники и Киндровка.

## История
- На карте 1869 года есть как Пухальщина (Мудровка).[2]

- В 1911 году в деревне Пухальщина была школа грамоты и жило 395 человек.[3]